# Opuntia echios
Opuntia echios е вид растение от семейство Кактусови (Cactaceae).

## Разпространение
Това е вид ендемичен за Галапагоските острови.